# Borislav Paravac
Borislav "Boro" Paravac (Kostajnica u općini Doboj, 18. veljače 1943.), bosanskohercegovački političar srpskog podrijetla, bivši srpski član Predsjedništva Bosne i Hercegovine.
Godine 1966. diplomirao je na Ekonomskom fakultetu Sveučilišta u Zagrebu. 1990. – 2000. bio je predsjednik općine Doboj i Narodne skupštine Republike Srpske. Član Predsjedništva BiH od 11. travnja 2003. do 1. listopada 2006.
Paravac je u nekoliko navrata izjavio da mu je otac bio četnik te da se time ponosi. To je bez ustručavanja govorio i pred međunarodnim dužnosnicima a ostao je zabilježen njegov diplomatski "gaf" kada je bivšem američkom veleposlaniku u BiH Cliffordu Bondu objašnjavao da su četnici zapravo bili zapadni saveznici te da su uglavnom spašavali američke pilote čiji bi zrakoplovi bili oboreni nad Balkanom.

| Prethodnik:   | Srpski član Predsjedništva Bosne i Hercegovine 2003. – 2006. | Nasljednik:        |
| Mirko Šarović | Srpski član Predsjedništva Bosne i Hercegovine 2003. – 2006. | Nebojša Radmanović |